# Cando (Outes)
Cando (llamada oficialmente San Tirso de Cando) es una parroquia española del municipio de Outes, en la provincia de La Coruña, Galicia.

## Entidades de población
Entidades de población que forman parte de la parroquia:
- A Ponte Nafonso
- A Toxeira
- A Corga
- Boca de Oroña
- Cancelo
- Cando de Abaixo
- Cando de Arriba
- Carballido
- Cuns
- Filgueiro
- Gallardo
- Insua
- Loureiro
- Pumar
- O Vilar
- Villardigo

## Demografía
| Gráfica de evolución demográfica de Cando entre 2000 y 2019 |
|                                                             |
| Datos según el nomenclátor publicado por el INE.            |